# Beata (femme)
Pour les articles homonymes, voir Beata.

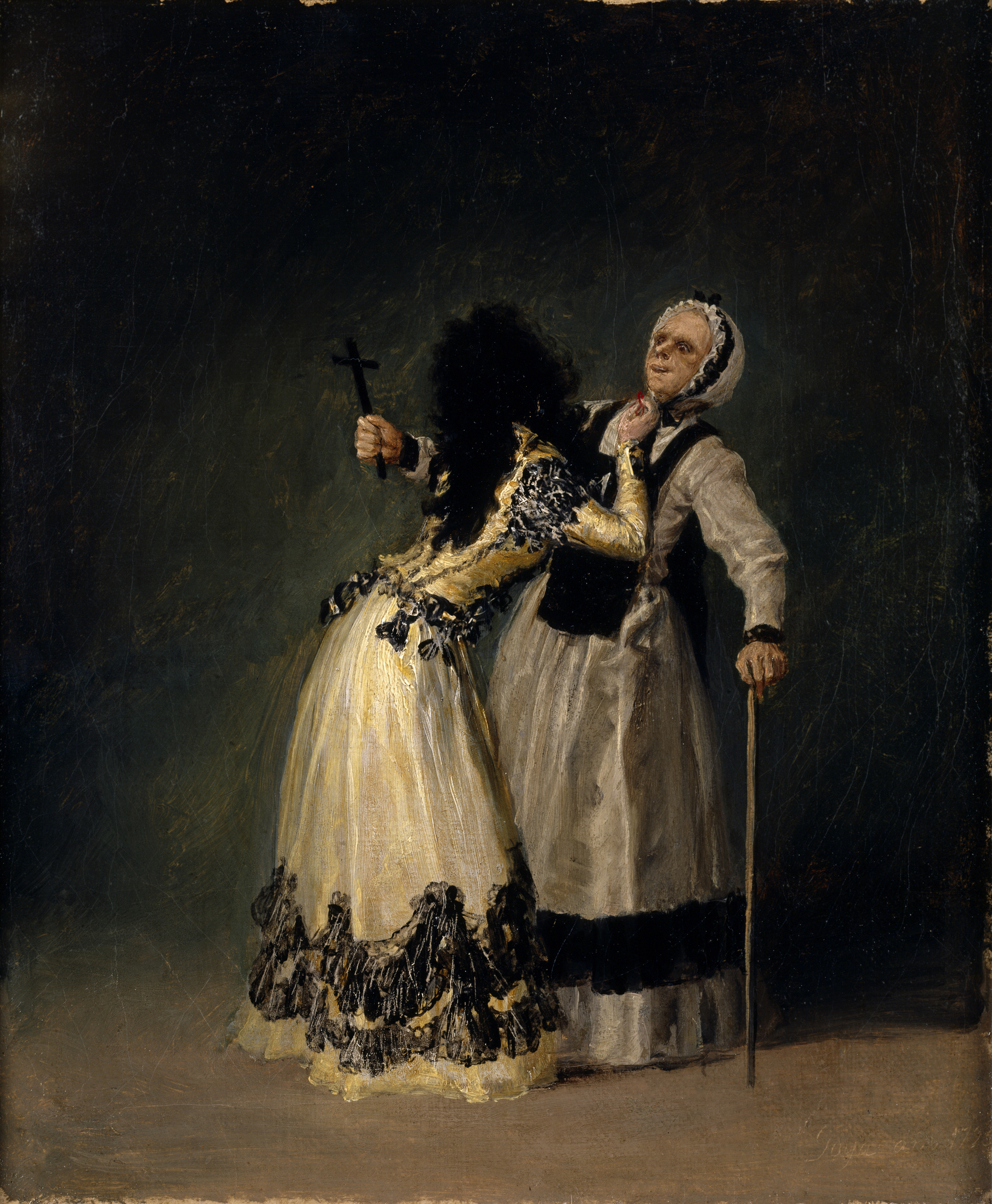
La Duquesa de Alba y la Beata, de Francisco de Goya, 1795.

Les beatas sont des femmes de la péninsule Ibérique, vivant à la fin du Moyen Âge et au début de l'époque moderne, qui menaient une vie religieuse informelle dans des communautés appelées beaterios. Elles vivaient généralement dans leurs maisons sans intégrer un couvent et n'obéissaient parfois ni à une règle, ni à un ordre, tout en prononçant généralement des vœux simples.

## Étymologie
D’un point de vue étymologique, le substantif "beata" proviendrait du latin beatus, a, um, qui signifie en français  "béat", et plus largement fortuné, heureux, chanceux. Dans la terminologie religieuse il désigne le 3e état lors d'un procès de béatification. Synonyme de "pieux" et "dévot", il fut utilisé pour décrire la grande dévotion de certains fidèles ou des saints (la beata María, el beato San Pedro, etc. ) puis caractérise des communautés de femmes vivant sans règle dans leurs maisons au bas Moyen Âge. Le mot détiendrait également une connotation négative et renvoie à la fausse dévote comme le soulignent certains écrits de l'époque. 

## Histoire
Les premières beatas, animées par des idéaux de pauvreté et de dévotion, s´inscrivent dans le nouvel élan religieux qui voit le jour au milieu du XVe siècle en Espagne et se rapprochent des mouvements dévotionnels laïcs tels les ermites, les confréries, les tiers ordres et les recluses de la fin du Moyen Âge. Ces communautés spirituelles voient le jour vers la fin du XIVe siècle et le début du XVe siècle et apparaissent intimement liées aux foyers de béguines d'Europe du Nord et aux communautés des tiers-ordres mendiants.

En effet, les beatas, telles les béguines, étaient des laïques qui menaient une vie religieuse tout en conservant leur statut. Elles aspiraient généralement à intégrer une communauté religieuse approuvée par la papauté. Elles s'installaient seules ou en petits groupes de quatre ou cinq femmes, près des couvents ou des églises, pour vivre dans la prière et la chasteté en se contentant de maigres ressources. Elles n'étaient pas toujours soumises à une règle déterminée et prononçait généralement les vœux d'obéissance, de chasteté et de pauvreté. Elles se développèrent principalement dans la seconde moitié du XVe siècle mais l'historiographie est restée silencieuse et contradictoire sur le sujet. Les beatas ont encore été peu étudiées et de grandes inconnues demeurent sur leur nombre, leur ancrage géographique ou leur influence dans la vie religieuse dans les Couronnes de Castille et d'Aragon.
Les premières beatas, semble-t-il,  s´occupaient de tâches funéraires telles qu´allumer des cierges et veiller les morts, puis leurs activités se diversifièrent; elles s'impliquèrent dans les œuvres caritatives, les soins aux pauvres et aux malades et eurent une influence notable dans la spiritualité des milieux urbains castillans. 
La multiplication de ces communautés de femmes eut véritablement lieu sous le règne des Rois Catholiques. La documentation extra inquisitoriale, notamment les Chroniques, recense des beaterios principalement en Vieille et Nouvelle Castilles, en Andalousie et en particulier dans les villes comme Tolède, Cordoue, et Séville. On peut également citer la naissance de foyers dans le centre du pays et dans les villes comme Valladoid, Guadalajara, León, Alcalá de Henares, Albacete... mais aussi dans des zones géographiques plus excentrées telles le Pays basque, l'Estrémadure et la Galice.

À partir du dernier tiers du XVIe siècle, les procès inquisitoriaux se multiplient contre ces communautés considérées comme marginales, en particulier en Andalousie et le Saint -Office les associe parfois aux sectes illuministes ou les poursuivit pour blasphème, hétérodoxie et magie noire.

Les foyers de beatas disparurent sous leur forme initiale à la fin du XVIe siècle, non seulement à cause de l'institutionnalisation croissante de ces foyers qui durent progressivement formuler les vœux et obéir à une règle religieuse, mais l'Eglise espagnole et le Concile de Trente (1545-1563) obligèrent les beatas et les tertiaires à professer le vœu de clôture puis encouragèrent la transformation des beaterios en couvents.

Parmi les beatas espagnoles célèbres figurent notamment des tertiaires comme la beata de Piedrahita: María de Santo Domingo, ou encore la beata Juana de la Cruz dont les révélations furent transcrites respectivement dans le Libro de Oración et le Libro del Conorte.

### Référence bibliographique
- Bartolomé Bennassar: L'Histoire des Espagnols, Paris, Laffont, 1992.
- Laurey BRAGUIER: Servantes de Dieu. Les beatas de la Couronne de Castille (1450-1600), Rennes, Presses Universitaires de Rennes, 2019.
- Laurey BRAGUIER: Recherches sur les beatas de la Couronne de Castille, Étude prosopographique, pratiques spirituelles et implication sociale (1450-1600), Thèse en études hispaniques soutenue à l'Université de Rennes 2, 3 vol., 1029 p., 2014.
- Marcelino MENENDEZ Y PELAYO: Historia de los heterodoxos españoles, Valence, Aldus, T. II, III, IV, 1965.
- José María MIURA ANDRADES : « Las fundaciones de la Orden de Predicadores en el reino de Córdoba », Archivo Dominicano, 9 (1988), p. 302.
- María PALACIOS ALCALDE : « Las Beatas ante la inquisición », Hispania Sacra 40 (1988), p. 107-131.
- José POU I MARTI:  Visionarios, beguinos y fraticelos catalanes (siglos XIII-XV). Ed. Seráfica. Vich. 1930.
- Adelina SARRIÓN : Beatas y endemoniadas, mujeres heterodoxas ante la inquisición siglos XVI a XIX, Madrid, Alianza Editorial, 2003.
- Lázaro SASTRE: « El Proceso de la beata de Piedra Hita », Archivo Dominicano (11), 1990 ; p. 359-402 et  Archivo Dominicano (12), 1991, pp. 337-386.
- Carmen TRIGUERO : “Inquisición, beatas y falsarios en el siglo XVII: pautas del Santo Oficio para examinar visiones y apariciones”, Disidencias y exilios en la España Moderna, Antonio Mestre Sanchís (dir.), Vol. 2, 1997, p. 253-262.